# Skerhólmur
Skerhólmur è un'isola disabitata che fa parte dell'arcipelago delle Fær Øer, situata vicino all'isola di Vágar.